# Python (mytologi)
 For alternative betydninger, se Python. (Se også artikler, som begynder med Python)
Python var et slangeuhyre som var søn af Gaia og levede i grotterne i Parnassos. Uhyret blev dræbt af Apollon, og lagde navn til de Pythiske lege.